# Wysokie (rejon wileński)
Wysokie (lit. Aukštieji) – kolonia na Litwie, w okręgu wileńskim, w rejonie wileńskim, w gminie Bujwidze.

## Historia
W dwudziestoleciu międzywojennym wieś leżąca w Polsce, w województwie wileńskim, w powiecie wileńsko-trockim, do 1 kwietnia 1927 w gminie Bystrzyca, następnie w gminie Niemenczyn. W 1931 miejscowość liczyła 25 mieszkańców, zamieszkałych w 4 budynkach.
Po II wojnie światowej w granicach Związku Sowieckiego. Od 1991 na niepodległej Litwie.